# Piotr Gontarczyk
Piotr Gontarczyk, född 29 april 1970 i Żyrardów, är en polsk historiker.